# Redmi 8
Das Redmi 8 ist ein Android-basiertes Smartphone der Redmi-Serie, einer Untermarke von Xiaomi Inc. Es wurde am 9. Oktober 2019 angekündigt und am 12. Oktober 2019 veröffentlicht.

## Spezifikationen

### Hardware
Das Redmi 8 ist mit dem Qualcomm Snapdragon 439-Chipsatz mit Octa-Core-CPU und Adreno 505-GPU ausgestattet. Es hat 3 oder 4 GB RAM und 32 oder 64 GB interner Speicher, erweiterbar über microSD. Die Konnektivität ist Wi-Fi 802.11 b/g/n mit Wi-Fi Direct und Hotspot-Unterstützung, Bluetooth 4.2 mit A2DP- und LE-Unterstützung (Energiesparen), es gibt unterstütztes GPS mit GLONASS, BDS, GALILEO, drahtloses UKW-Radio, ein Infrarotanschluss, ein USB 2.0-Anschluss C 1.0 mit OTG-Unterstützung und 3,5-mm-Audiobuchse. Es verfügt über einen 6,22-Zoll-IPS-LCD-Bildschirm mit HD+-Auflösung, 270 ppi Pixeldichte und einem Seitenverhältnis von 19:9, geschützt durch Gorilla-Glas4, während die Rückseite und der Seitenrahmen aus Kunststoff sind. Auf der Rückseite befindet sich ein Fingerabdruckleser. Bei den Kameras sitzt dahinter eine Dual-Kamera mit einem 12-Megapixel-Sensor mit f/1.8-Blende und PDAF-Autofokus sowie einem 2-MP-Tiefensensor, während vorne eine 8-Megapixel-Frontkamera mit f/2.0-Blende sitzt. Sowohl die dualen Rückkameras als auch die Frontkamera können Full-HD-Videos mit maximal 30 Bildern pro Sekunde aufnehmen. Der Lithium-Polymer-Akku hat eine Kapazität von 5000 mAh und ist nicht austauschbar. Das Gerät ist als spritzwassergeschützt deklariert.

### Software
Es gibt eine Android 10.0 Pie-Version mit der MIUI 12-Benutzeroberfläche.

## Redmi 8A
Das Redmi 8A ist eine billigere Version des Redmi 8, von der es sich von der normalen durch das Fehlen des Infrarotanschlusses, das Fehlen des Fingerabdrucklesers, das Vorhandensein einer einzelnen 12-Megapixel-Rückfahrkamera und einer 2 GB RAM unterscheidet.